# Chōjikū Yōsai Macross
Chōjikū Yōsai Macross (jap. 超時空要塞マクロス Chōjikū Yōsai Makurosu) – japoński telewizyjny serial anime z gatunku mecha emitowany na antenie MBS od 3 października 1982 do 26 czerwca 1983, stworzony przez Shōjiego Kawamori, który opisał serię jako "opowieść o trójkącie miłosnym na tle wielkich bitew pierwszej wojny pomiędzy ludźmi a obcymi".
Seria znana jest z popularyzacji gatunku mecha i ze stworzenia pierwszej fikcyjnej piosenkarki-idolki w anime, Lynn Minmay (której głosu użyczyła Mari Iijima). The Super Dimension Fortress Macross jest pierwszą serią z cyklu Macross, który od tego czasu powiększył się o inne seriale i filmy animowane oraz mangi.

## Fabuła
W 1999 roku na Ziemi rozbija się dwu-kilometrowy statek kosmiczny nieznanego pochodzenia. Już pierwsze oględziny ujawniają niepokojące fakty: nie tylko jest to okręt wojenny, ale jego wnętrze jest też przystosowane do istot znacznie większych od ludzi. 10 lat później Organizacja Narodów Zjednoczonych przywraca statek do stanu używalności, dostosowując do użytku ludzi i zamieniając go w pierwszy okręt nowo powstałej dywizji kosmicznej wojsk ONZ, U.N. Spacy, natomiast jednostkę nazwano SDF-1 Macross (SDF – Super Dimension Fortress). W 2009 roku na wyspie Atari, która stała się stocznią dla Macrossa, odbywa się ceremonia włączenia statku do służby, jednak zostaje ona gwałtownie przerwana po pojawieniu się na ziemskiej orbicie floty Zentreadi, rasy genetycznie przystosowanych do wojny gigantów, którzy natychmiast rozpoczynają atak mający na celu porwanie (i w razie ostateczności, zniszczenie) Macrossa. Po pierwszej, zaciekłej bitwie, lokalne wojska ONZ decydują się na desperacki ruch: używając eksperymentalnego hipernapędu, przenoszą jednostkę SDF-1 w kosmos by uciec przed przeważającymi siłami wroga. Plan odnosi sukces, ale wysokim kosztem – wyspa Atari zostaje zniszczona, a Macross materializuje na drugim końcu Układu Słonecznego wraz z 50 000 osób, którzy znaleźli się w polu teleportacji statku. Ponieważ hipernapęd uległ zniszczeniu podczas pierwszego użycia, załoga latającej fortecy nie ma wyboru i musi odbyć podróż powrotną na Ziemię z pod-świetlną prędkością, narażając się na ciągłe ataki ze strony Zentreadi.

## Bohaterowie

### Ludzie
- Hikaru Ichijō (jap. 一条 輝 Ichijō Hikaru) – młody, zaledwie 16-letni pilot akrobatyczny, który lecąc na spotkanie z przyjacielem zostaje wplątany w bitwę o wyspę Atari po której opuszcza Ziemię wraz z Macrossem i całą okolicą. Hikaru jest jednym z najbardziej utalentowanych pilotów myśliwców w serii i dość szybko dołącza do korpusu U.N. Spacy stacjonującego na Macrossie. Dzięki swoim umiejętnościom szybko staje się członkiem elitarnej formacji Skull Squadron i dostaje własny klucz myśliwców, Team Vermillion, którym dowodzi ze swojego białego samolotu VF-1J. Choć Hikaru jest wybitnym pilotem, jest wciąż niedojrzały emocjonalnie i jego rozterki miłosne stanowią jeden z głównych motorów napędowych serii.
- Roy Focker (jap. ロイ・フォッカー Roi Fokkā) – latający w biało-żółtym myśliwcu VF-1S dowódca Skull Squadron i stary przyjaciel Hikaru Ichijo z którym spędzał dużo czasu przed wstąpieniem do wojska. Focker jest znany jako największy kobieciarz i alkoholik na pokładzie Macrossa, co w zupełności nie przeszkadza mu być w związku z koleżanką z pracy i pilotować swój myśliwiec jak prawdziwy as niezależnie od stanu trzeźwości. Mimo swoich przywar, jest prawdziwym przyjacielem i stanowi wielki autorytet dla Hikaru, który zawsze prosi go o rady gdy sam nie potrafi sobie poradzić z życiem.
- Lynn Minmay (jap. リン・ミンメイ Rin Minmei) – młoda dziewczyna, która zostaje wplątana w walkę o Macrossa gdy pilotowany przez Hikaru VF-1D rozbija się o ścianę jej domu w pierwszym odcinku serii. Szybko ewakuowana na pokład statku, Minmay staje się częścią cywilnego społeczeństwa mieszkającego na pokładzie fortecy podczas jej powrotnej podróży ku Ziemi i dość szybko staje się pierwszą celebrytką SDF-1, gdyż okazuje się, że ma ogromny talent do śpiewu, czym zyskuję sobie sympatię tak cywili jak i żołnierzy. Choć zachowuje się jak typowa nastolatka, szybko staje się obiektem westchnień Hikaru, któremu przysporzy wiele rozterek sercowych.
- Misa Hayase (jap. 早瀬 未沙 Hayase Misa) – oficer wykonawczy na mostku SDF-1 Macross, jej głównym zadaniem jest monitorowanie i wydawanie rozkazów pilotom myśliwców VF-1 i operatorom Destroidów stacjonującym na pokładzie fortecy. Choć jest we wczesnej dwudziestce, jest nad wyraz poważna i wymagająca tak wobec innych jak siebie. Przypadkiem poznaje Hikaru (któremu nieskutecznie próbowała wydawać rozkazy podczas bitwy o Atari), z którym szybko zawiera znajomość typu "kochamy się nienawidzić". Choć nie współpracuje im się zbyt dobrze podczas operacji wojskowych, nawiązuje się między nimi nić sympatii, która po stronie Misy zamienia się w skryte zauroczenie które kobieta boi się ujawnić ze względu na niepewne relacje między Hikaru a Minmay.
- Bruno J. Global (jap. ブルーノ・J・グローバル Burūno Jei Gurōbaru)
- Claudia LaSalle (jap. クローディア・ラサール Kurōdia Rasāru)
- Maximilian Jenius (jap. マクシミリアン・ジーナス Makushimirian Jīnasu)
- Hayao Kakizaki (jap. 柿崎 速雄 Kakizaki Hayao)
- Lynn Kaifun (jap. リン・カイフン Rin Kaifun)
- Hiroaki Matsuki (jap. 松木 浩明 Matsuki Hiroaki)

### Zentradi
- Vrlitwhai Kridanik (jap. ブリタイ・クリダニク Buritai Kuridaniku)
- Exsedol Folmo (jap. エキセドル・フォルモ Ekisedoru Forumo)
- Quamzin Kravshera (jap. カムジン・クラヴシェラ Kamujin Kuravushera)
- Golg Boddole Zer (jap. ゴル・ボドルザー Goru Bodoruzā)
- Milia Fallyna (jap. ミリア・ファリーナ Miria Farīna)

## Maszyny i statki

### Valkyrie
VF-1 Valkyrie – jeden z najbardziej rozpoznawalnych elementów serii Macross. VF-1 to seria wielozadaniowych samolotów opracowanych w oparciu o zaawansowane technologie znalezione na pokładzie Macrossa. Luźno oparte na myśliwach F-14 Tomcat, VF-1 zostały zaprojektowane z myślą o walce z nowym typem przeciwnika-giganta, o którym spekulowano na podstawie oryginalnego wnętrza SDF-1. W tym celu seria VF-1, nadal będąca głównie myśliwcami, została wyposażona w zdolność transformacji do człekokształtnej formy (stąd nazwa myśliwca – VF- Variable Fighter – myśliwiec zmienny), tzw. Battroida. W tym trybie VF-1 są zbliżone rozmiarami do żołnierzy Zentreadi i stanowią mechaniczny odpowiednik piechoty. VF-1 posiadają też tryb pośredni, GERWALK (Ground-Effective Reinforced Winged Armament with Locomotive Knee-joints), w którym kadłub myśliwca jest wyposażony w ręce i nogi Battroida. Forma ta oryginalnie była dodana by nadać samolotowi zdolność pionowego startu i lądowania i ułatwić pilotom szybką ewakuację z pola walki, jednak szybko okazała się niezwykle użyteczna podczas walk w terenie zabudowanym jak również starć na małych pułapach. GERWALK jest też najbardziej zwrotnym trybem VF-1, pozwalając tym maszynom na błyskawiczne wykonywanie karkołomnych manewrów niemożliwych dla jedno-trybowych myśliwców.
VF-1 mogą operować tak w atmosferze jak i w kosmosie, choć w tych drugich warunkach tracą na zwrotności; jednak problem ten można wyeliminować montując na nich Super Packi: specjalną kombinację dopalaczy, zbiorników paliwowych i broni, która znacząco zwiększa tak zasięg, zwrotność jak i siłę ognia myśliwca we wszystkich trzech formach. Pakiet musi jednak być odrzucony do działań planetarnych ze względu na paliwo dopalaczy, które jest niezwykle niestabilne w atmosferze i trafienie zbiorników groziłoby gigantyczną eksplozją.
Seria VF-1 posiada też dodatkowy system uzbrojenia GBP-1S, będący ciężką zbroją montowaną na formę Battroid, który znacznie zwiększa tak parametry obronne maszyny jak i jej parametry ofensywne dzięki baterii wyrzutni rakiet rozmieszczonych na całej zbroi. System ten jest stworzony tylko dla formy humanoidalnej i pilot musi odrzucić zbroję by jego myśliwiec mógł się znowu transformować, co czyni go bezużytecznym w atmosferycznych walkach powietrznych.
VF-1 są produkowane w czterech głównych wariantach:
- VF-1A – standardowa, masowo produkowana wersja, rozpoznawalna po pojedynczym laserze przeciwlotniczym zamontowanym w głowie Battroida. Z racji największej liczby wyprodukowanych egzemplarzy spośród wszystkich typów VF-1, wariant A jest mięsem armatnim serii i maszyny te ulegają zniszczeniu niemal za każdym razem gdy dochodzi do starć pomiędzy flotą Zentreadi a Macrossem[5]. Znacząca większość VF-1A posiada poszycie pomalowane na beżowo i biało, jednak piloci tacy jak służący pod Hikaru- Hayao Kakizaki i Max Jenius – używają myśliwców z wyróżniającymi je kolorystykami[6][7]. Również Angel Birds, specjalna eskadra pokazowa używa maszyn typu A z własnym zestawem kolorów[8].
- VF-1J - ulepszona wersja przeznaczona dla oficerów i dowódców kluczy, posiada dwa lasery przeciwlotnicze. Takim myśliwcem, między innymi, lata przez większość serii Hikaru[9].
- VF-1S – wersja dla dowódców eskadr i asów, posiada cztery lasery przeciwlotnicze. Takim myśliwcem lata Roy Focker[10].
- VF-1D – dwuosobowy wariant szkoleniowy, posiadający dwa zestawy kamer i dwa lasery przeciwlotnicze. Jednostki tego typu mimo swojego statusu są w pełni zdolne do walki; najlepszym przykładem zastosowania bojowego był egzemplarz, który Hikaru Ichijo pilotował w pierwszym odcinku serii po tym jak ukrył go w nim Roy Focker. Nie zdając sobie sprawy kto siedzi w kokpicie, Misa Hayase kazała uzbroić myśliwiec i zmusiła Hikaru do dołączenia się do obrony wyspy Atari, podczas której udało mu się zniszczyć jedną z maszyn kroczących Zentreadi[11]. Ze względu na swój powiększony kokpit, VF-1D jest też czasem używany przez pilotów U.N. Spacy po służbie do celów prywatnych: Max Jenius leciał nim na swój ślub z Milią[12].

Obok jednostek takich jak RX-78-2 Gundam (Mobile Suit Gundam) i Scopedog (Armored Trooper VOTOMS), VF-1 są uznawane za jeden z klasycznych przykładów maszyn typu "prawdziwe roboty", maszyn bojowych działających na względnie realistycznych zasadach, odróżniając się od "super robotów" takich jak Mazinger Z czy Getter Robo.

## Obsada głosowa
- Hikaru Ichijō: Arihiro Hase
- Lynn Minmay: Mari Ijima
- Misa Hayase: Mika Doi
- Roy Focker: Akira Kamiya
- Max Jenius: Shō Hayami
- Hayao Kakizaki: Katsumi Suzuki
- Bruno J. Global: Michio Hazama
- Claudia LaSalle, narracja: Noriko Ohara
- Vanessa Laird: Run Sasaki
- Shammy Milliome: Miyuki Sanae
- Kim Kabirov: Hiromi Tsuru
- Lynn Kaifun: Hirotaka Suzuoki
- Hiroaki Matsuki: Yoshio Kawai
- Vrlitwhai Kridanik: Eiji Kanie
- Exsedol Folmo: Ryūsuke Ōbayashi
- Quamzin Kravshera: Kōsuke Meguro
- Milia Fallyna: Eri Takeda